# El Correo Gallego
El Correo Gallego és un diari gallec en llengua castellana que s'edita a Santiago de Compostel·la. El va fundar José Mariano Abizanda a la ciutat de Ferrol el 1878.

## Història
El primer diari va sortir l'1 d'agost de 1878. El seu primer director va ser Victorino Novo García. Des de 1912 i durant vint-i-sis anys, la família Barcón va gestionar el diari. Entre els seus directors van estar Manuel Comellas, Fernando Pérez Barreiro, Alfonso de Cal (1913-1914), Eladio Fernández Diéguez, Roberto Blanco Torres (1920-1921), Lisardo Barreiro i Xerardo González Martín.
A l'octubre de 1938 es va traslladar a Santiago i es va fusionar amb El Eco de Santiago, passant a denominar-se El Correo Gallego y El Eco de Santiago. El 1967, es va fusionar amb La Noche i va canviar el seu nom pel d'El Correo Gallego, diario de La Noche, convertint-se en vespertí. Aquesta unió només va durar fins al 27 de desembre de 1968 quan torna a aparèixer El Correo Gallego de matins. El seu actual propiertari és Feliciano Barrera.